# Episodi de I ragazzi del windsurf (quarta stagione)
La quarta stagione della serie televisiva I ragazzi del windsurf è stata trasmessa in anteprima in Germania dalla ARD tra il 22 novembre 1998 e l'8 febbraio 1999.
| nº | Titolo originale           | Titolo italiano | Prima TV Germania | Prima TV Italia |
| -- | -------------------------- | --------------- | ----------------- | --------------- |
| 1  | Harte Bandagen             |                 | 22 novembre 1998  |                 |
| 2  | Kampf am Kap               |                 | 29 novembre 1998  |                 |
| 3  | Ghostbusters               |                 | 22 novembre 1998  |                 |
| 4  | Vertraue mir!              |                 | 13 dicembre 1998  |                 |
| 5  | Magische Momente           |                 | 20 dicembre 1998  |                 |
| 6  | Ein neues Leben            |                 | 27 dicembre 1998  |                 |
| 7  | Die Versuchung             |                 | 3 gennaio 1999    |                 |
| 8  | Springflut                 |                 | 3 gennaio 1999    |                 |
| 9  | Wo die Liebe hinfällt...   |                 | 10 gennaio 1999   |                 |
| 10 | Liberty Beach              |                 | 17 gennaio 1999   |                 |
| 11 | Sprung ins Risiko          |                 | 25 gennaio 1999   |                 |
| 12 | Der Andere                 |                 | 1º febbraio 1999  |                 |
| 13 | Schatten der Vergangenheit |                 | 8 febbraio 1999   |                 |